# Ставло-Мальмеди
Княжество-аббатство Ставло-Мальмеди — церковное княжество в составе Священной Римской империи. Княжеская власть осуществлялась аббатом Ордена св. Бенедикта имперского двойного монастыря Ставло и Мальмеди, основанного в 661 году. Наряду с герцогством Буйон и княжеством-епископством Льеж, это было одно из трёх княжеств Южных Нидерландов, которые никогда не входили в состав испанских (позже австрийских) Нидерландов, которые принадлежали Бургундскому округу, а входили в Вестфальский имперский округ.
Как князь-аббат, аббат Ставело-Мальмеди занимал место на Церковной скамье в Совете имперских князей Рейхстага вместе с другими князьями-епископами. В отличие от большинства имперских аббатов, которые имели право только коллективно определять голос своей коллегии, аббат Ставело-Мальмеди вместе с другими князьями-аббатами имел право отдельного голоса.
В 1795 году княжество было упразднено, а территория включена в французский департамент Урт. По решению венского конгресса 1815 года Ставло было передано объединённому королевству Нидерландов, а Мальмеди стал частью прусского района Эйпен-Мальмеди. Оба района в настоящее время являются частью Бельгии.

## География и администрация
Княжество-аббатство располагалось в долинах рек Амблев и Урт и занимало большую часть территории современного округа Вервье в провинции Льеж. Во время Великой французской революции княжество граничило на севере с герцогством Лимбург, на юге и востоке с герцогством Люксембург, а на северо-западе с маркграфствами Франшимон и Кондроз. Княжество было разделено на три административных района: районы Ставло и Мальмеди и округ Лоне. Район Ставло состоял из 14 коммун, а район Мальмеди состоял из одноимённого города и районов Ваймс и Франкоршамрп. Округ Лоне был разделен на четыре микрорайона: Амуар (7 коммун), Клавир (6 коммун), Комблэйн (5 коммун) и Лувенье (2 коммуны) с провинциальным собранием в Бернардфанье.
Каждый из трёх административных районов имел собственные провинциальное собрание и суд, а также совет князя-аббата по особо важным делам. В качестве суда последней инстанции граждане могли обратиться в Имперский камеральный суд, созданный императором Максимилианом I.
Некоторые источники утверждаю, что между двумя аббатствами велись споры за право первенства, в результате которых Ставло взяло верх. Несмотря на то, что князь-аббат обладал всей полнотой власти в некоторых вопросах он консультировался с генеральной ассамблеей (собранием духовенства), княжескими советниками и наместниками, мэрами и старейшинами, в частности по вопросам налогов.